# Больстерланг
Больстерланг (нім. Bolsterlang) — громада в Німеччині, знаходиться в землі Баварія. Підпорядковується адміністративному округу Швабія. Входить до складу району Оберальгой. Складова частина об'єднання громад Гернергруппе.
Площа — 20,33 км2. Населення становить 1137 ос. (станом на 31 грудня 2020).

## Галерея

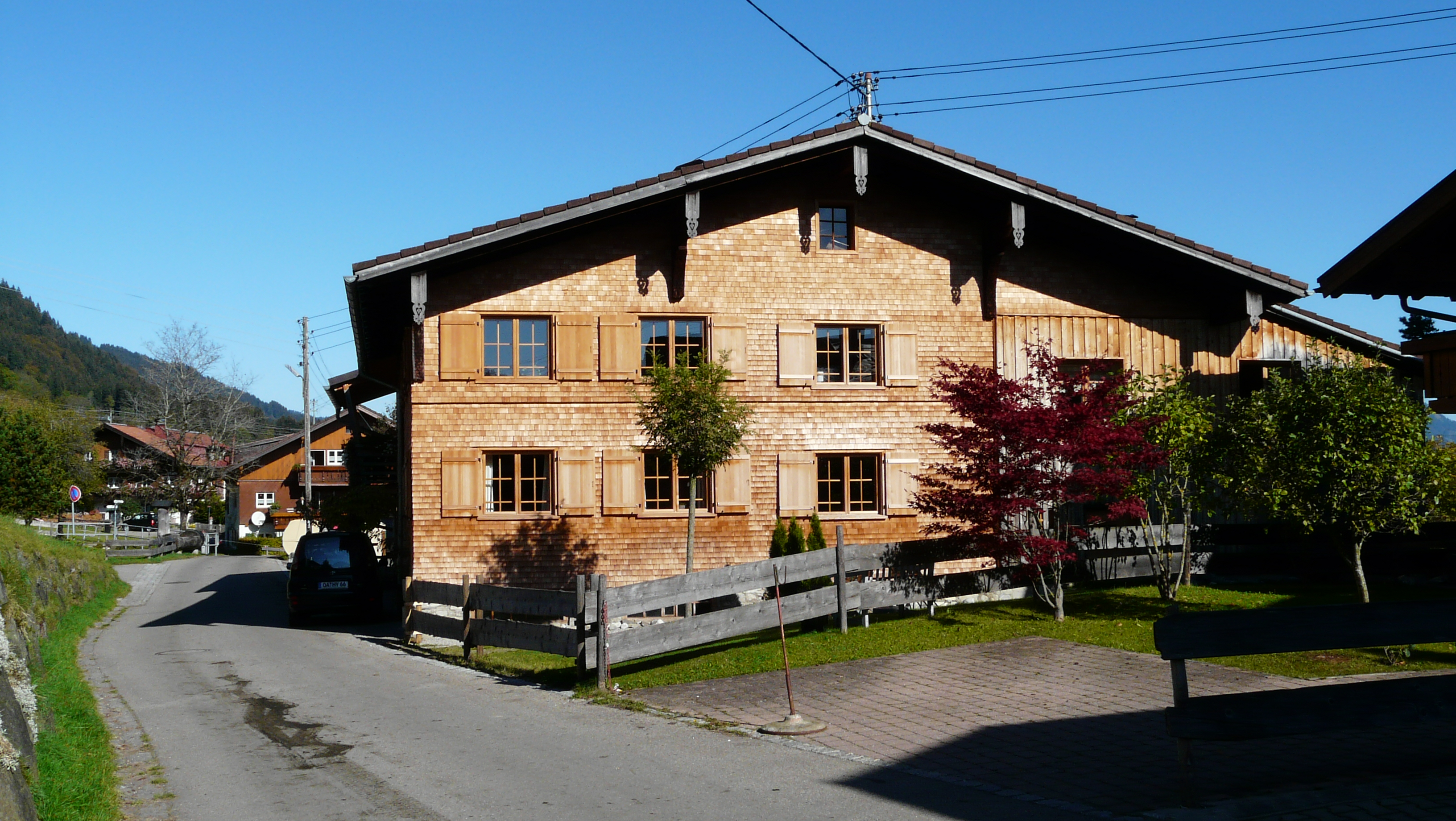
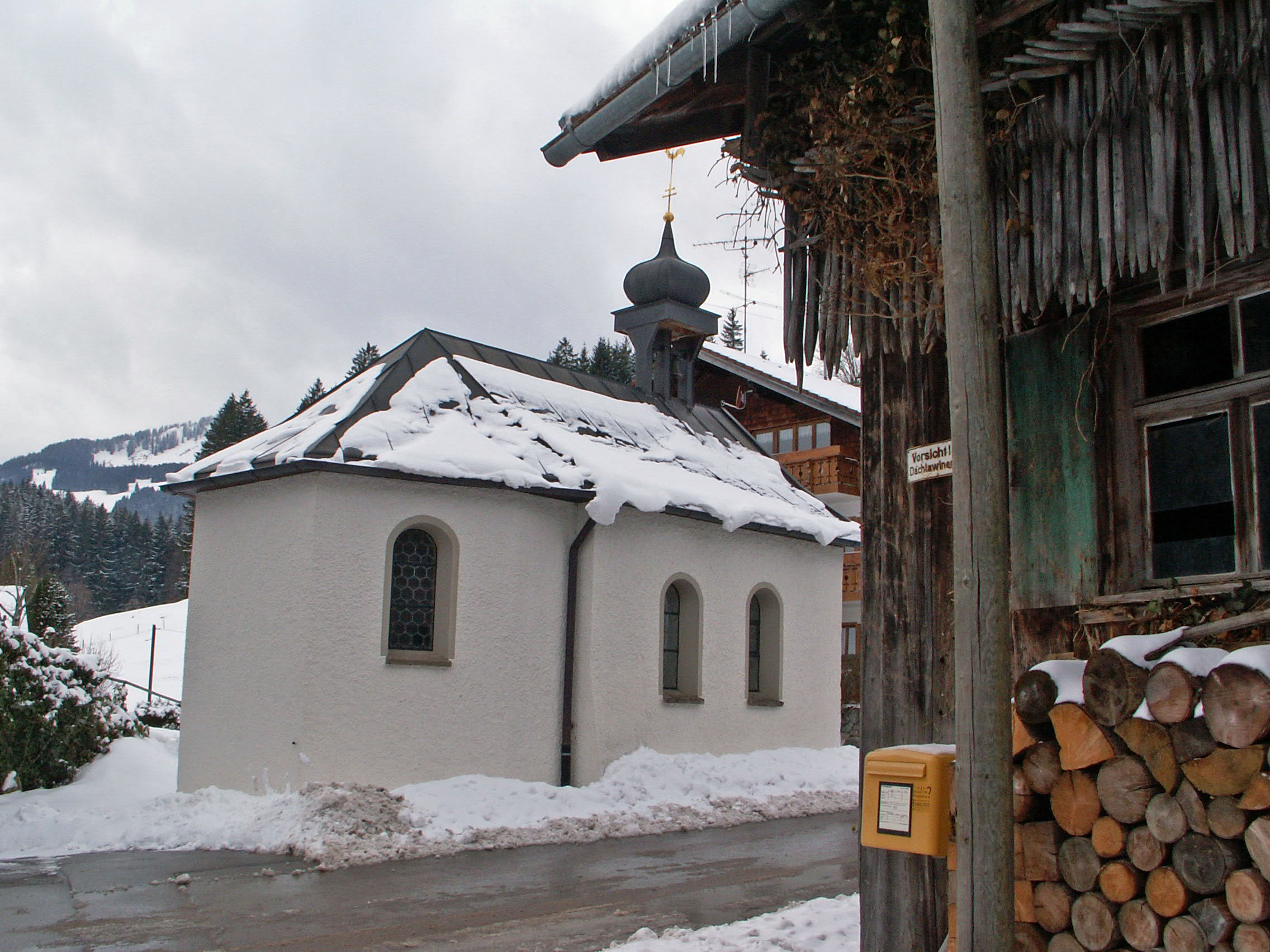
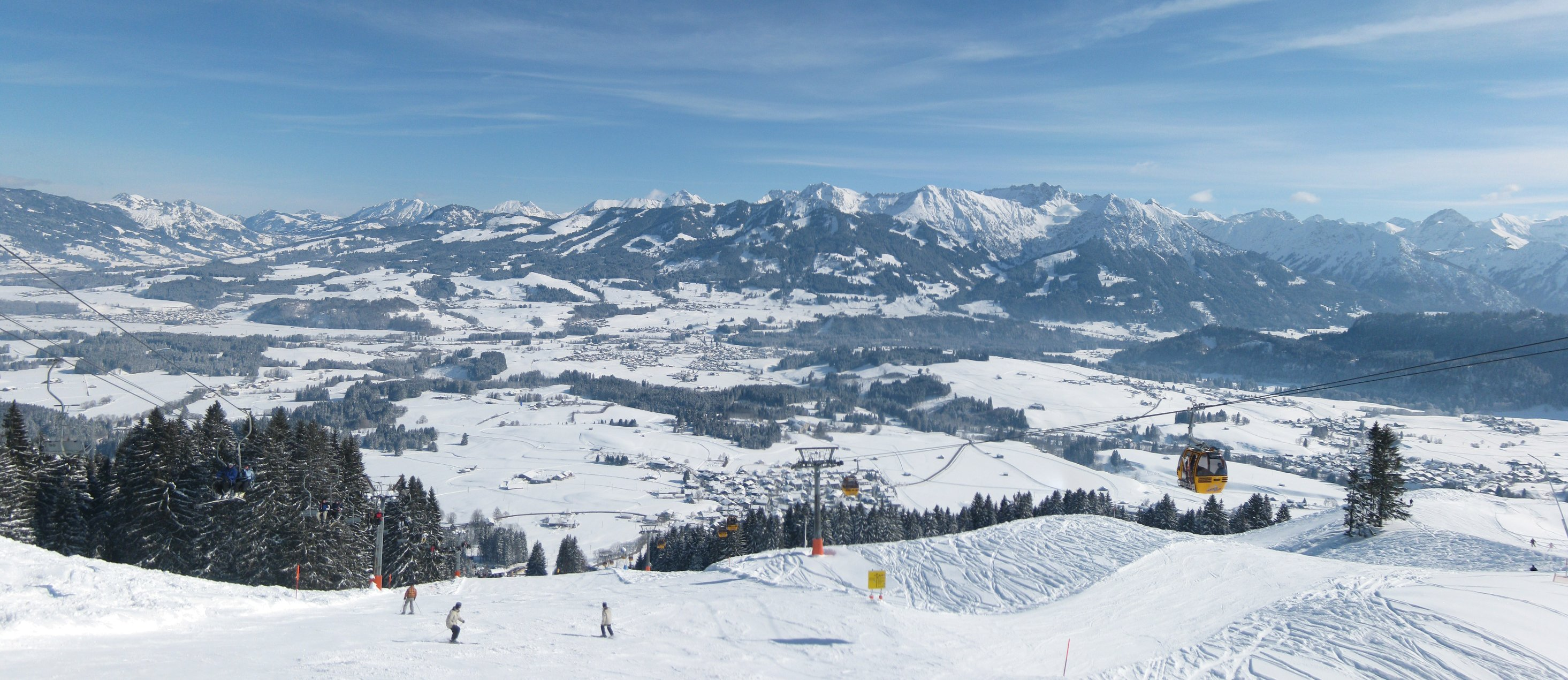